# Menkes
Menkes ist ein deutscher Familienname.

## Varianten
- Meinke, Mencke, Menk, Menke, Menken

## Namensträger
- Benedict Menkes (1904–1987), rumänischer Arzt und Embryologe
- Hermann Menkes (1869–1931), österreichischer Kulturjournalist und Schriftsteller
- John Hans Menkes (1928–2008), US-amerikanischer Neurologe
- Nina Menkes (* 1955), US-amerikanische Filmschaffende
- Suzy Menkes (* 1943), britische Journalistin
- Zygmunt Menkes (Sigmund Menkès, 1896–1986), polnischstämmiger Maler und Bildhauer